# Бакан (разведывательный корабль)
«Бакан» — малый разведывательный корабль проекта 393А, переоборудованное для специальных задач китобойное судно Черноморского флота ВМФ СССР. Входило в состав 112-й бригады разведывательных кораблей.

## Служба
Малый разведывательный корабль «Бакан» был заложен 16 июля 1964 года в Николаеве на ССЗ им. 61 коммунара (заводской № 1593). 31 июля 1965 года вступил в строй Черноморского флота.
На «Бакане» и «Лоцмане» установлен неакустический комплекс обнаружения «Колос».
Входил в состав 112-й бригады разведывательных кораблей ЧФ. До 1977 года классифицировался как гидрографическое судно. Неоднократно участвовал в несении боевых служб в Средиземном море в переменном составе 5-й Средиземноморской эскадры кораблей ВМФ.
Бортовой номер 402(1986).
Малый разведывательный корабль «Бакан» был выведен из состава флота 19 апреля 1990 года. Разобран на металл на судоразделочной базе Крымского объединения «Крымвторчермет» в Инкермане.

## Командиры
- капитан 3-го ранга М. Е. Неделин (1966—1968);
- капитан-лейтенант П. И. Булычев (1968—1972);
- капитан 3-го ранга Ю. Г. Цихиев (1972—1972);
- капитан 2-го ранга Б. Д. Яшин (1973—1976);
- капитан 3-го ранга В. Ф. Казаков (1976—1980);
- капитан 3-го ранга А. М. Малашин (1981—1985);
- капитан 3-го ранга С. П. Рябокрас (1985—1987);
- капитан-лейтенант А. И. Терехин (1988—1988);
- капитан-лейтенант В. М. Борисенко (1988—1989)[2].